# Veaunes
Veaunes est une commune française située dans le département de la Drôme en région Auvergne-Rhône-Alpes.
Elle est devenue, le 1er janvier 2016, une commune déléguée de la commune nouvelle de Mercurol-Veaunes.

## Géographie

### Localisation
La commune de Veaunes est situé à 8 km à l'est de Tain-l'Hermitage (chef-lieu de canton), à 8 km au sud-ouest de Saint-Donat-sur-l'Herbasse et 17 km à l'ouest de Romans-sur-Isère.

### Relief et géologie
C'était la commune la plus élevée du Canton de Tain l'Hermitage (272 m).

Depuis le point haut devant l'ancienne mairie, un large paysage se dégage (table d'orientation) avec en premier plan les collines de la Drôme des collines et au-delà les Monts du matin, la chartreuse et le Vercors. Les clochers de sept communes y sont visibles et, par beau temps, l'on y distingue le Mont-Blanc.

### Hydrographie
La commune est arrosée par le ruisseau La Veaune.

Il sort de l'étang du Mouchet (commune de Chavannes), traverse les communes de Veaunes, de Chanos-Curson, de Beaumont-Monteux et de la Roche-de-Glun, et se jette dans l'Isère après 13,22 kilomètres de cours.

En 1891, sa largeur moyenne était de 2,20 m, sa pente de 74,50 m, son débit ordinaire de 0,288 m3, extraordinaire de 4 m3 :
- 1344 : aqua vocata la Veana et Veana (cartulaire de Clérieux, 31).
- 1449 : ripparia de la Veanna (terrier de Vernaison).

## Urbanisme

### Morphologie urbaine
Petit village perché.

## Toponymie

### Attestations
Dictionnaire topographique du département de la Drôme :
- 908 : villa Vedena (cartulaire de Romans, 10 bis).
- 908 : mention de l'église Saint-Benoît : ecclesia Sancti Benedicti dicata in villa Vedena (cartulaire de Romans, 10 bis).
- 1031 : Veana et villa que nominant Vedona (cartulaire de Romans, 107).
- XIVe siècle : mention de la paroisse : capella de Veana (pouillé de Vienne).
- 1521 : mention de la paroisse : ecclesia Veaune (pouillé de Vienne).
- 1640 : Veaulne (archives de la Drôme, C 800).
- 1788 : Vaune (alman. du Dauphiné).
- 1891 : Veaunes, commune du canton de Tain-l'Hermitage.

### Étymologie
Le toponyme aurait la même origine que celui de la commune Vedène du département du Vaucluse et semblerait se rattacher à une racine préceltique, *ved-, de sens obscur mais signifiant peut-être « hauteur », avec un suffixe -ena. Voir aussi Vézénobres dans le Gard.

## Histoire

### Du Moyen Âge à la Révolution
La seigneurie :
- Au point de vue féodal, Veaunes était une terre premièrement possédée par les Charmes[4].
- 1221 : les Charmes la soumettent au fief des Clérieux. Elle descend au simple rang de maison-forte[4].

En septembre 1221, Guillaume Gratepaille et Roger de la famille de Clérieu achètent à Raymond de Charmes la justice de Veaunes et ils lui donnent en contrepartie la maison forte de Veaunes et ses dépendances en fief libre[réf. nécessaire].
- 1294 : possession d'une famille de son nom[4].
- 1379 : elle passe aux Fay-Solignac[4].
- 1750 : passe (par mariage) aux (du) Vivier, derniers seigneurs[4].

1688 (démographie) : 55 habitants.
Avant 1790, Veaunes était une communauté de l'élection et subdélégation de Valence et du bailliage de Saint-Marcellin.

Elle formait une paroisse du diocèse de Vienne dont l'église, premièrement dédiée à saint Benoît puis, au XIVe siècle, à saint Étienne, dépendait du chapitre de Romans qui y prenait la dîme et présentait à la cure.

### De la Révolution à 2016
En 1790, la commune est comprise dans le canton de Clérieux. La réorganisation de l'an VIII (1799-1800) la place dans le canton de Tain-l'Hermitage.
Après 1794, un télégraphe Chappe a été installé sur la ligne Lyon-Toulon. Celui-ci était localisé sur le Mont-Laurent à la limite avec la commune de Chanos-Curson. Il faisait le relais entre les télégraphe de Bren et de Châteauneuf-sur-Isère.

### De 2016 à nos jours
Le 1er janvier 2016, la commune fusionne avec celle de Mercurol et devient une commune déléguée de la commune nouvelle de Mercurol-Veaunes.

## Politique et administration

### Liste des maires (avant 2016)
| Période                                  | Période | Identité     | Étiquette | Qualité       |
| ---------------------------------------- | ------- | ------------ | --------- | ------------- |
| Les données manquantes sont à compléter. |         |              |           |               |
| 1871                                     |         | ?            |           |               |
| 1874                                     |         | ?            |           |               |
| 1878                                     |         | ?            |           |               |
| 1884                                     |         | ?            |           |               |
| 1888                                     |         | ?            |           |               |
| 1892                                     |         | ?            |           |               |
| 1896                                     |         | ?            |           |               |
| 1900                                     |         | ?            |           |               |
| 1904                                     |         | ?            |           |               |
| 1908                                     |         | ?            |           |               |
| 1912                                     |         | ?            |           |               |
| 1919                                     |         | ?            |           |               |
| 1925                                     |         | ?            |           |               |
| 1929                                     |         | ?            |           |               |
| 1935                                     |         | ?            |           |               |
| 1945                                     |         | ?            |           |               |
| 1947                                     |         | ?            |           |               |
| 1953                                     |         | ?            |           |               |
| 1959                                     |         | ?            |           |               |
| 1965                                     |         | ?            |           |               |
| 1971                                     |         | ?            |           |               |
| 1977                                     |         | ?            |           |               |
| 1983                                     |         | ?            |           |               |
| 1989                                     |         | ?            |           |               |
| 1995                                     |         | ?            |           |               |
| 2001                                     | 2008    | Alain Sandon | DVG       | retraité      |
| 2008                                     | 2014    | Alain Sandon |           | maire sortant |
| 2014                                     | 2015    | Alain Sandon |           | maire sortant |

### Liste des maires délégués (depuis 2016)
Le maire délégué est désigné par le conseil municipal de la commune nouvelle. Il est officier d'état civil et officier de police judiciaire.
| Période                                  | Période                        | Identité     | Étiquette | Qualité                 |
| ---------------------------------------- | ------------------------------ | ------------ | --------- | ----------------------- |
| Les données manquantes sont à compléter. |                                |              |           |                         |
| 2016                                     | 2020                           | Alain Sandon |           | ancien maire de Veaunes |
| 2020                                     | En cours (au 27 décembre 2020) | ?            |           | ?                       |

## Population et société

### Démographie
L'évolution du nombre d'habitants est connue à travers les recensements de la population effectués dans la commune depuis 1793. À partir du 1er janvier 2009, les populations légales des communes sont publiées annuellement dans le cadre d'un recensement qui repose désormais sur une collecte d'information annuelle, concernant successivement tous les territoires communaux au cours d'une période de cinq ans. 
Pour les communes de moins de 10 000 habitants, une enquête de recensement portant sur toute la population est réalisée tous les cinq ans, les populations légales des années intermédiaires étant quant à elles estimées par interpolation ou extrapolation. Pour la commune, le premier recensement exhaustif entrant dans le cadre du nouveau dispositif a été réalisé en 2008,.
En 2013, la commune comptait 293 habitants, en évolution de +8,12 % par rapport à 2008 (Drôme : +3,35 %, France hors Mayotte : +2,49 %).
| 1793 | 1800 | 1806 | 1821 | 1831 | 1836 | 1841 | 1846 | 1851 |
| ---- | ---- | ---- | ---- | ---- | ---- | ---- | ---- | ---- |
| 226  | 219  | 252  | 267  | 302  | 311  | 294  | 322  | 324  |

| 1856 | 1861 | 1866 | 1872 | 1876 | 1881 | 1886 | 1891 | 1896 |
| ---- | ---- | ---- | ---- | ---- | ---- | ---- | ---- | ---- |
| 341  | 302  | 300  | 290  | 287  | 284  | 272  | 282  | 282  |

| 1901 | 1906 | 1911 | 1921 | 1926 | 1931 | 1936 | 1946 | 1954 |
| ---- | ---- | ---- | ---- | ---- | ---- | ---- | ---- | ---- |
| 256  | 229  | 232  | 211  | 194  | 159  | 160  | 161  | 180  |

| 1962 | 1968 | 1975 | 1982 | 1990 | 1999 | 2008 | 2013 | - |
| ---- | ---- | ---- | ---- | ---- | ---- | ---- | ---- | - |
| 175  | 149  | 118  | 134  | 193  | 220  | 271  | 293  | - |

### Loisirs
- Randonnées[3] : un itinéraire pédestre permet, en partant de la table d'orientation face à l'ancienne mairie (parking salle des fêtes), de rejoindre la rivière de la Veaune et le lavoir en passant par le Mont-Laurent[réf. nécessaire].
- Pêche et chasse[3].

### Cultes
La communauté catholique et l'église de Veaunes (propriété de la commune) dépendent de la paroisse Saint Vincent de l'Hermitage.

## Économie (avant 2016)
En 1992 : céréales, fruits.

## Culture locale et patrimoine

### Lieux et monuments
- Château de Veaunes (origine Xe siècle)[3] : puits du XVIIe ou XVIIIe siècle, orangerie du début du XIXe siècle[réf. nécessaire].
- Maisons colorées[3].
- Belles fermes[3].
- Lavoir communal construit en 1896 au bord du ruisseau La Veaune (restauré)[réf. nécessaire].
- Puits : toit fait d'une lauze monolithique. Il se trouve dans la cour proche de l'église (ex jardin du presbytère)[réf. nécessaire].

### Patrimoine culturel
Animation culturelle.

### Héraldique, logotype et devise
Le blason des seigneurs de Veaunes est encore visible dans l'ancienne mairie.
|  | Veaunes possède des armoiries dont l'origine et le blasonnement exact ne sont pas disponibles. |